# Comolica
Comolica är en ort i Mexiko.   Den ligger i kommunen Astacinga och delstaten Veracruz, i den sydöstra delen av landet, 230 km öster om huvudstaden Mexico City. Comolica ligger 2 345 meter över havet och antalet invånare är 374.
Terrängen runt Comolica är lite bergig, och sluttar österut. Runt Comolica är det ganska tätbefolkat, med 93 invånare per kvadratkilometer. Närmaste större samhälle är Zongolica, 16,3 km nordost om Comolica. Omgivningarna runt Comolica är en mosaik av jordbruksmark och naturlig växtlighet.